# Kabinet-Fiala
Het kabinet–Fiala is de huidige regering van de Tsjechische Republiek sinds 28 november 2021. Het kabinet werd gevormd door de politieke partijen Democratische Burgerpartij (ODS), Starostové a nezávislí (STAN), Christendemocratische Unie-Tsjecho-Slowaakse Volkspartij (KDU-ČSL), TOP 09 en de Piratenpartij na de Tsjechische kamerverkiezingen van 2021, Petr Fiala van de (ODS) werd door president Miloš Zeman tot premier benoemd.
| Ambtsbekleder                        | Ambtsbekleder      | Ambtsbekleder             | Functie(s)                                       | Ambtstermijn     | Ambtstermijn    | Partij(en)    |
| ------------------------------------ | ------------------ | ------------------------- | ------------------------------------------------ | ---------------- | --------------- | ------------- |
|                                      | Petr Fiala         | Petr Fiala (1964)         | Premier                                          | 28 november 2021 | heden           | ODS           |
|                                      | Vít Rakušan        | Vít Rakušan (1978)        | Vicepremier                                      | 28 november 2021 | heden           | STAN          |
| Minister van Binnenlandse Zaken      | Vít Rakušan        | Vít Rakušan (1978)        |                                                  | 28 november 2021 | heden           | STAN          |
|                                      | Marian Jurečka     | Marian Jurečka (1981)     | Vicepremier                                      | 28 november 2021 | heden           | KDU-ČSL       |
| Minister van Arbeid en Sociale Zaken | Marian Jurečka     | Marian Jurečka (1981)     |                                                  | 28 november 2021 | heden           | KDU-ČSL       |
|                                      | Vlastimil Válek    | Vlastimil Válek (1960)    | Vicepremier                                      | 28 november 2021 | heden           | TOP 09        |
| Minister van Volksgezondheid         | Vlastimil Válek    | Vlastimil Válek (1960)    |                                                  | 28 november 2021 | heden           | TOP 09        |
|                                      | Ivan Bartoš        | Ivan Bartoš (1980)        | Vicepremier                                      | 28 november 2021 | heden           | Piratenpartij |
| Minister van Regionale Ontwikkeling  | Ivan Bartoš        | Ivan Bartoš (1980)        |                                                  | 28 november 2021 | heden           | Piratenpartij |
|                                      | Jan Lipavský       | Jan Lipavský (1985)       | Minister van Buitenlandse Zaken                  | 28 november 2021 | heden           | Piratenpartij |
|                                      | Zbyněk Stanjura    | Zbyněk Stanjura (1964)    | Minister van Financiën                           | 28 november 2021 | heden           | ODS           |
|                                      | Pavel Blažek       | Pavel Blažek (1969)       | Minister van Justitie                            | 28 november 2021 | heden           | ODS           |
|                                      | Jozef Síkela       | Jozef Síkela (1967)       | Minister van Industrie en Handel                 | 28 november 2021 | heden           | O             |
|                                      | Jana Černochová    | Jana Černochová (1973)    | Minister van Defensie                            | 28 november 2021 | heden           | ODS           |
|                                      | Petr Gazdík        | Petr Gazdík (1974)        | Minister van Onderwijs, Jeugd en Sport           | 28 november 2021 | 30 juni 2022    | STAN          |
|                                      |                    | Vladimír Balaš (1959)     | Minister van Onderwijs, Jeugd en Sport           | 30 juni 2022     | 3 mei 2023      | STAN          |
|                                      | Mikuláš Bek        | Mikuláš Bek (1964)        | Minister van Onderwijs, Jeugd en Sport           | 3 mei 2023       | heden           | O             |
|                                      | Martin Kupka       | Martin Kupka (1975)       | Minister van Verkeer                             | 28 november 2021 | heden           | ODS           |
|                                      | Marian Jurečka     | Marian Jurečka (1981)     | Minister van Landbouw                            | 28 november 2021 | 3 januari 2022  | KDU-ČSL       |
|                                      | Zdeněk Nekula      | Zdeněk Nekula (1970)      | Minister van Landbouw                            | 3 januari 2022   | 28 juni 2023    | KDU-ČSL       |
|                                      | Marek Výborný      | Marek Výborný (1976)      | Minister van Landbouw                            | 28 juni 2023     | heden           | KDU-ČSL       |
|                                      | Anna Hubáčková     | Anna Hubáčková (1957)     | Minister van Milieu                              | 28 november 2021 | 1 november 2022 | KDU-ČSL       |
|                                      | Marian Jurečka     | Marian Jurečka (1981)     | Minister van Milieu                              | 1 november 2022  | 10 maart 2023   | KDU-ČSL       |
|                                      | Petr Hladík        | Petr Hladí (1984)         | Minister van Milieu                              | 10 maart 2023    | heden           | KDU-ČSL       |
|                                      | Martin Baxa        | Martin Baxa (1975)        | Minister van Cultuur                             | 28 november 2021 | heden           | ODS           |
| Ministers zonder portefeuille        |                    |                           |                                                  |                  |                 |               |
| Ambtsbekleder                        | Ambtsbekleder      | Ambtsbekleder             | Functie(s)                                       | Ambtstermijn     | Ambtstermijn    | Partij(en)    |
|                                      | Mikuláš Bek        | Mikuláš Bek (1964)        | Minister voor Europese Zaken                     | 28 november 2021 | 3 mei 2023      | O             |
|                                      |                    | Martin Dvořák (1956)      | Minister voor Europese Zaken                     | 3 mei 2023       | heden           | STAN          |
|                                      | Helena Langšádlová | Helena Langšádlová (1963) | Minister voor Wetenschap, Onderzoek en Innovatie | 28 november 2021 | heden           | TOP 09        |
|                                      | Michal Šalomoun    | Michal Šalomoun (1974)    | Minister voor Parlementaire Betrekkingen         | 28 november 2021 | heden           | O             |